# 24G villamos (Budapest)
A budapesti 24G jelzésű villamos a Mester utca / Ferenc körút és a Keleti pályaudvar, illetve a Hidegkuti Nándor Stadion között közlekedett. A viszonylatot a Budapesti Közlekedési Zrt. üzemeltette.

## Története
2015. augusztus 17-én a nagykörúti 4-es és 6-os villamosok kocsiszíni meneteire vezették be a 24G jelzést. Ezek a villamosok a reggeli és a délutáni csúcsidőszakok, illetve az esti üzemzárás után a Nagykörútról kiállva, a Mester utca / Ferenc körúttól az Orczy teret érintve a Hidegkuti Nándor Stadionig közlekedtek. A 24-es villamoson végző járművek közül néhány késő este a Keleti pályaudvar és a Mester utca / Ferenc körút között járt ugyanezzel a jelzéssel.

## Útvonala
| Mester utca / Ferenc körút felé |
| Keleti pályaudvar M vá. – Festetics György utca – Fiumei út – Teleki László tér – Fiumei út – Orczy tér – Orczy út – Nagyvárad tér – Haller utca – Mester utca – Mester utca / Ferenc körút vá. |
| Keleti pályaudvar felé |
| Mester utca / Ferenc körút vá. – Mester utca – Haller utca – Nagyvárad tér – Orczy út – Orczy tér – Fiumei út – Festetics György utca – Keleti pályaudvar M vá.                                 |
| Hidegkuti Nándor Stadion felé |
| Mester utca / Ferenc körút vá. – Mester utca – Haller utca – Nagyvárad tér – Orczy út – Orczy tér – Fiumei út – Salgótarjáni utca – Hidegkuti Nándor Stadion vá.                                |

## Megállóhelyei
| 0  | Keleti pályaudvar M végállomás        | 18 | ∫  | 5, 7, 7E, 20E, 30, 112, 133E, 178 24 76, 78, 80 S60 , S80 , IC, EC, gyorsvonat |
| 1  | Dologház utca                         | 17 | ∫  | 24                                                                             |
| 3  | Magdolna utca                         | 16 | ∫  | 24, 28, 28A, 37A, 62                                                           |
| ∫  | Hidegkuti Nándor Stadion végállomás   | ∫  | 18 | 1, 37A                                                                         |
| ∫  | Asztalos Sándor út                    | ∫  | 17 | 37A                                                                            |
| 5  | Orczy tér                             | 13 | 13 | 9 72M, 83 24, 28, 28A, 62                                                      |
| 6  | Golgota tér                           | 11 | 11 | 99 24                                                                          |
| 7  | Elnök utca                            | 9  | 9  | 24                                                                             |
| 9  | Nagyvárad tér M                       | 8  | 8  | M30 281 24                                                                     |
| 11 | Balázs Béla utca                      | 5  | 5  | 281 24                                                                         |
| ∫  | Ferencvárosi rendelőintézet           | 2  | 2  | 281 51, 51A                                                                    |
| 14 | Bokréta utca                          | 1  | 1  | 51, 51A                                                                        |
| 15 | Mester utca / Ferenc körút végállomás | 0  | 0  | 4, 6, 51, 51A                                                                  |